# Miquel Blay
Miquel Blay i Fàbregas (Olot, 8 ottobre 1866 – Madrid, 22 gennaio 1936) è stato uno scultore spagnolo.

## Biografia
Studiò presso la Scuola di disegno e pittura di Olot, diretto da Josep Berga e Joaquin Vayreda. Più tardi, in Italia e in Francia ha ricevuto una solida formazione artistica, e a Parigi, frequentò la bottega dello scultore Henri Chapu.
Ha ricevuto nel 1892 la prima medaglia della Mostra Nazionale di Belle Arti di Madrid con la scultura Los primeros fríos, opera modernista che influenzò un'intera generazione di scultori catalani.
È stata uno dei più grandi maestri scultori, tra i suoi alunni c'era Julio Antonio. Ha collaborato con l'architetto Lluís Domènech i Montaner con una scultura La canción popular, posto in un angolo della facciata del Palau de la Música Catalana di Barcellona.
Nel 1909 è stato nominato accademico della Real Academia de Bellas Artes de San Fernando di Madrid e docente di modellistica presso la Scuola di San Fernando, incarico che ha mantenuto fino al 1925, quando è nominato direttore dell'Accademia di Spagna a Roma.

## Morte
Morì il 22 gennaio 1936.

## Opere
- 1886 Primavera
- 1890 Remordimiento
- 1892 Los primeros fríos
- 1892 La niña desnuda
- 1900 Desencanto
- 1908 Eclosión
- 1910 Sensitiva
- 1918 La Lectura

## Galleria d'immagini

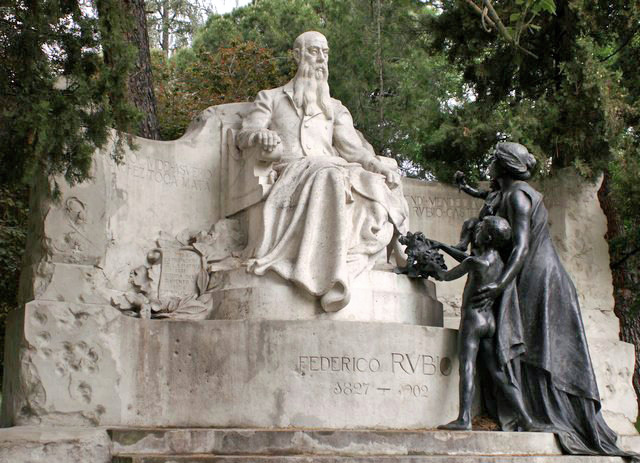
Monumento a Federico Rubio (1906), parque del Oeste, Madrid.
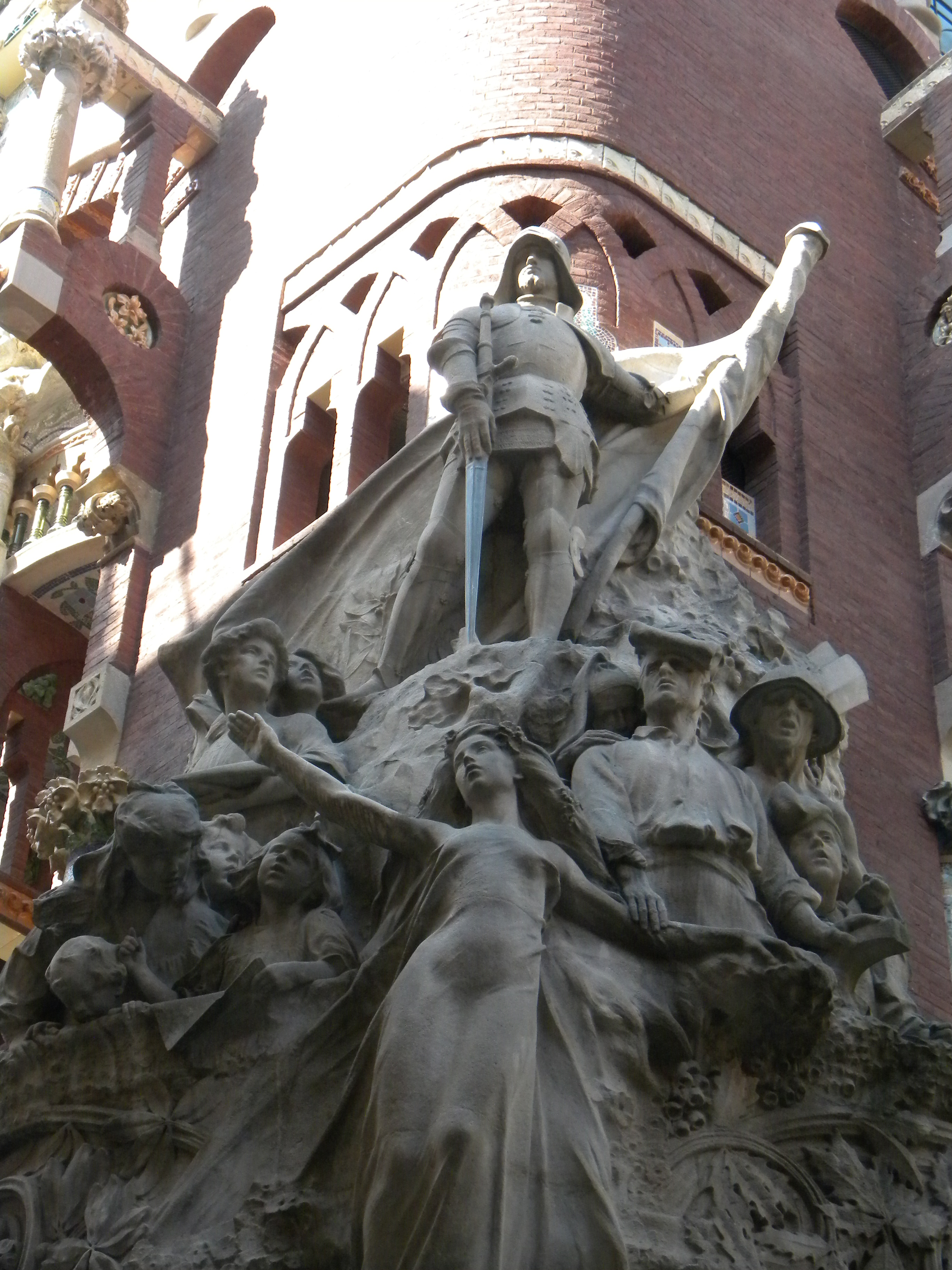
La canción popular catalana (1909), Palau de la Música Catalana, Barcellona.
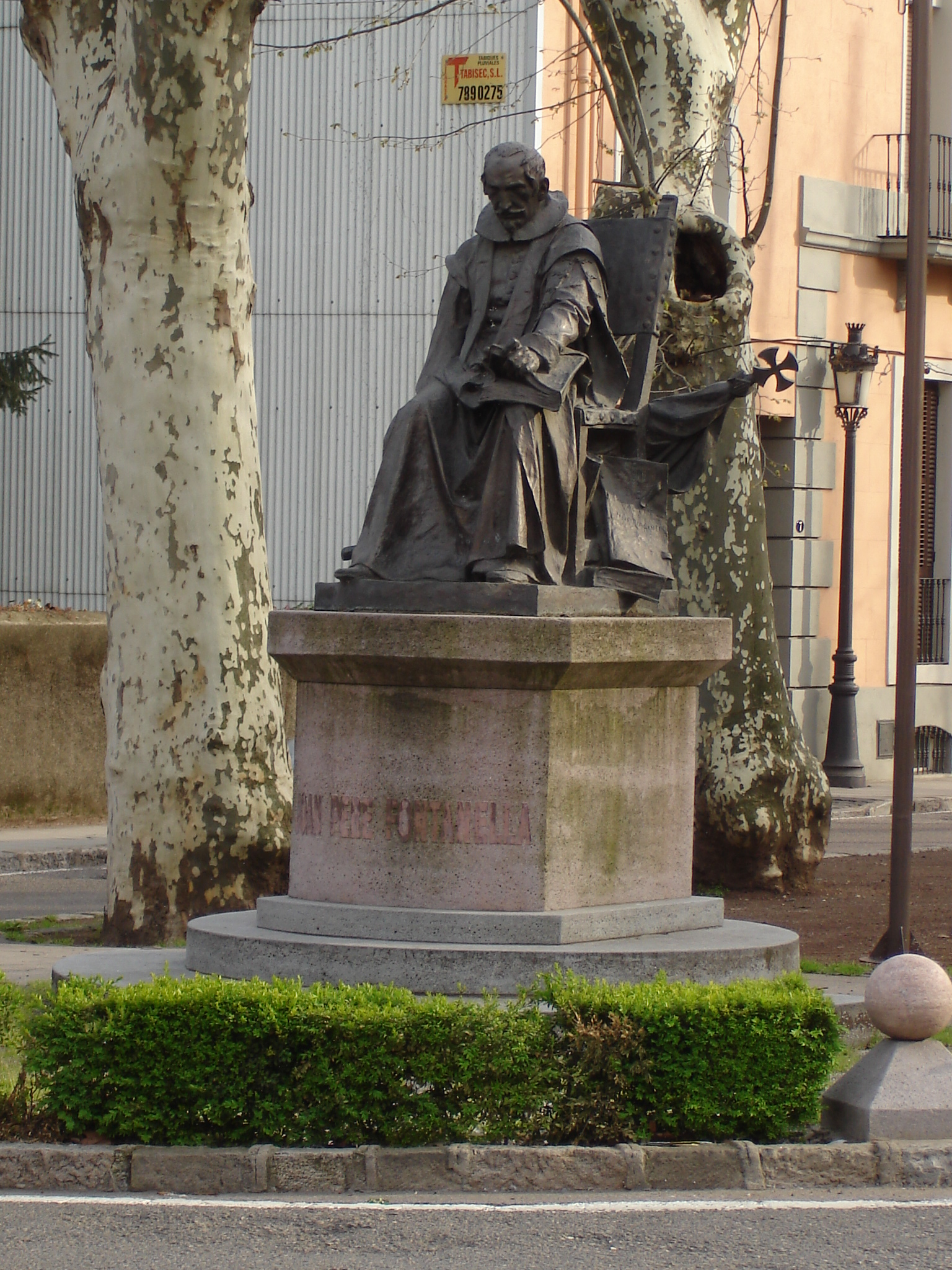
Monumento a Joan Pere Fontanella, Olot.
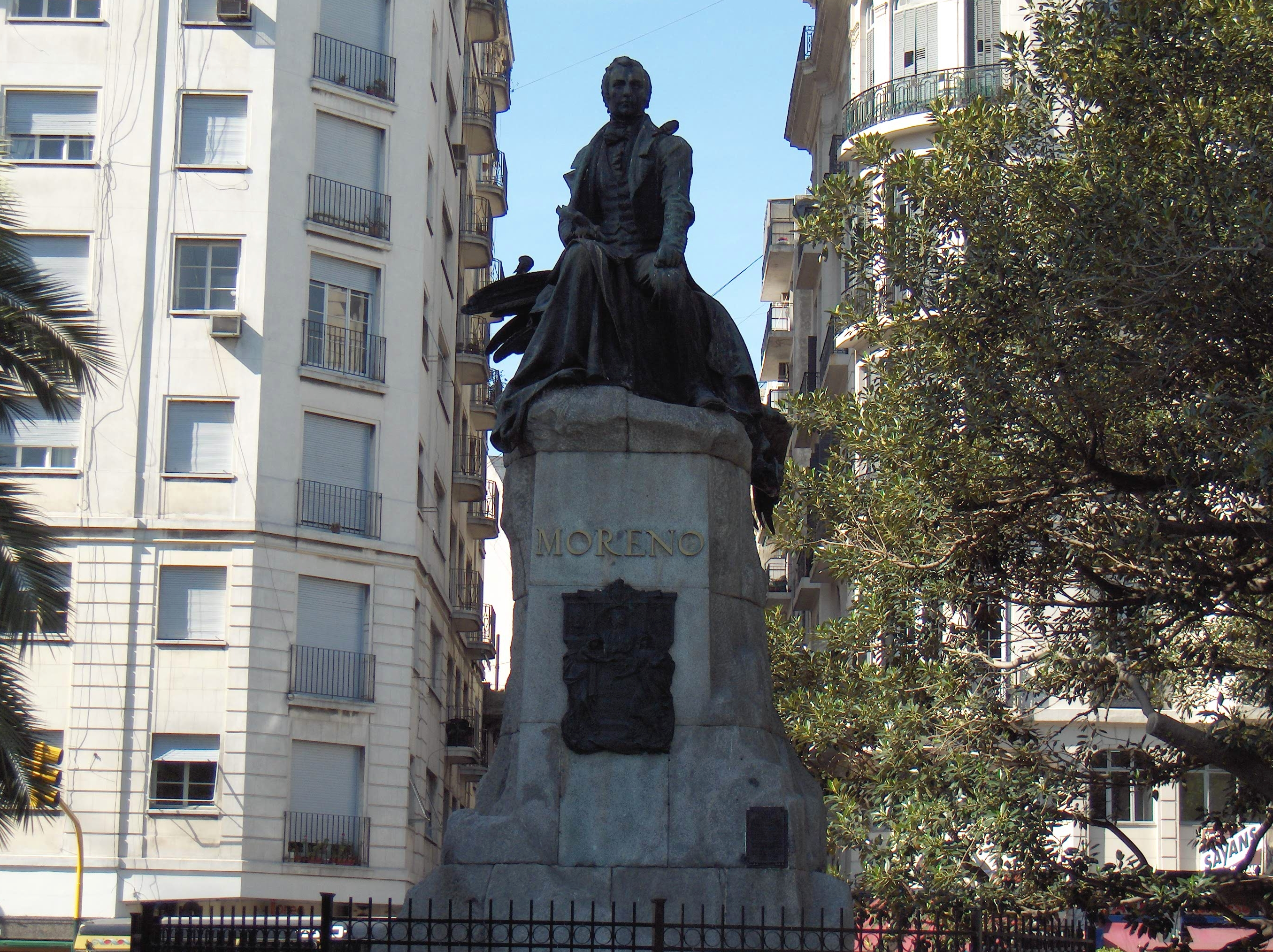
Monumento a Mariano Moreno (1910), Buenos Aires.
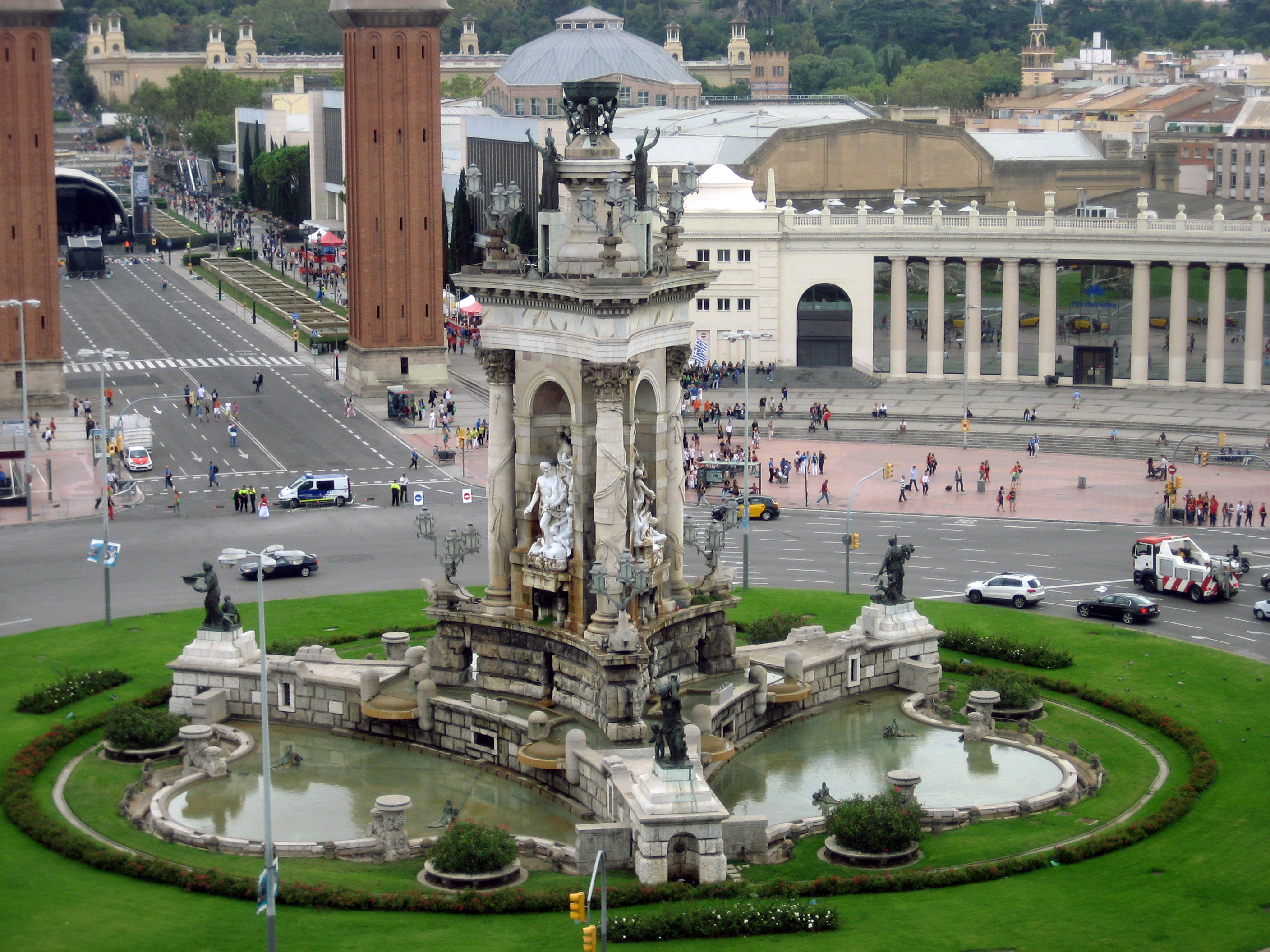
Fontana di Piazza di Spagna, Barcellona.
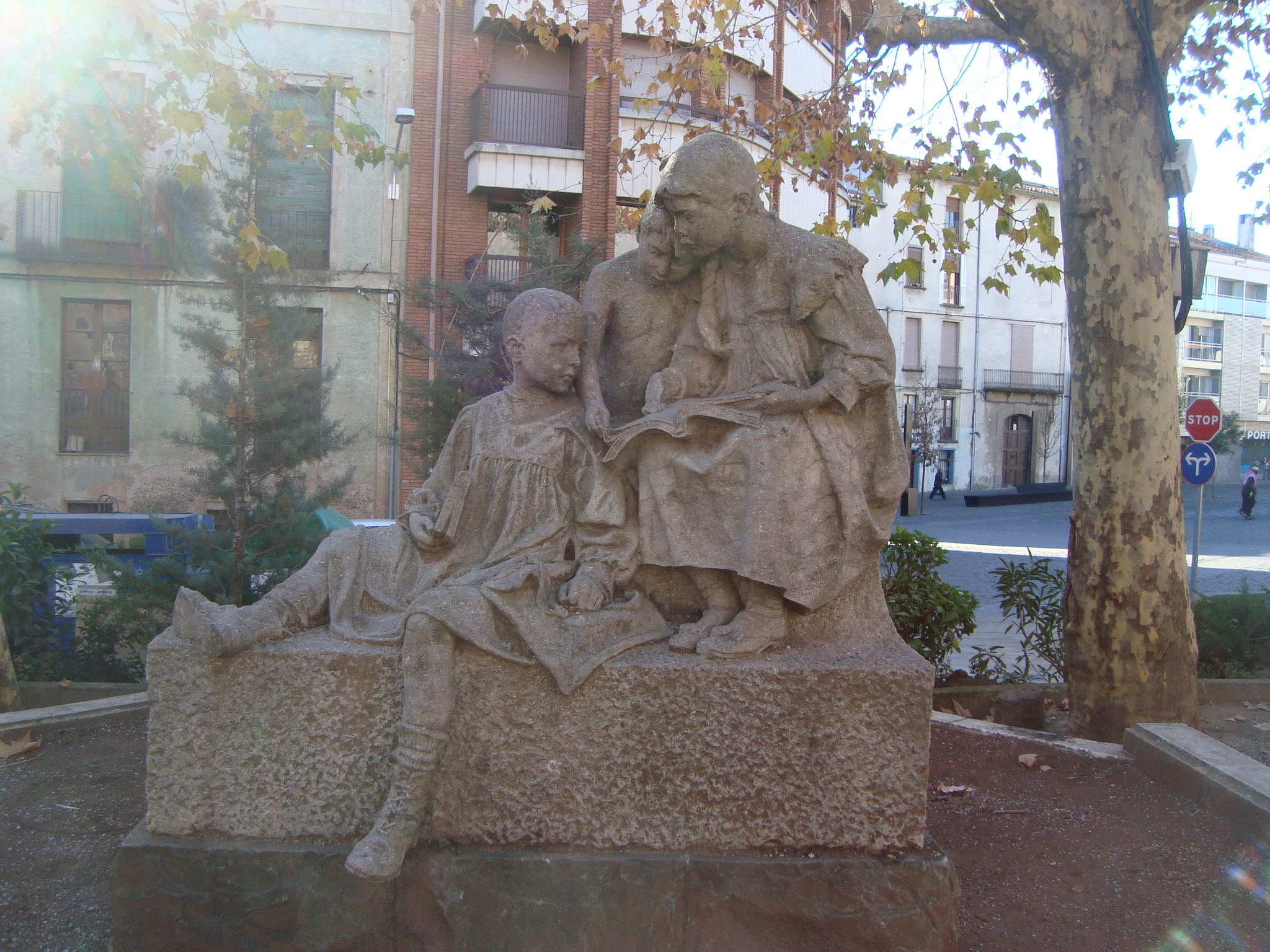
La Lectura (1918), Olot.
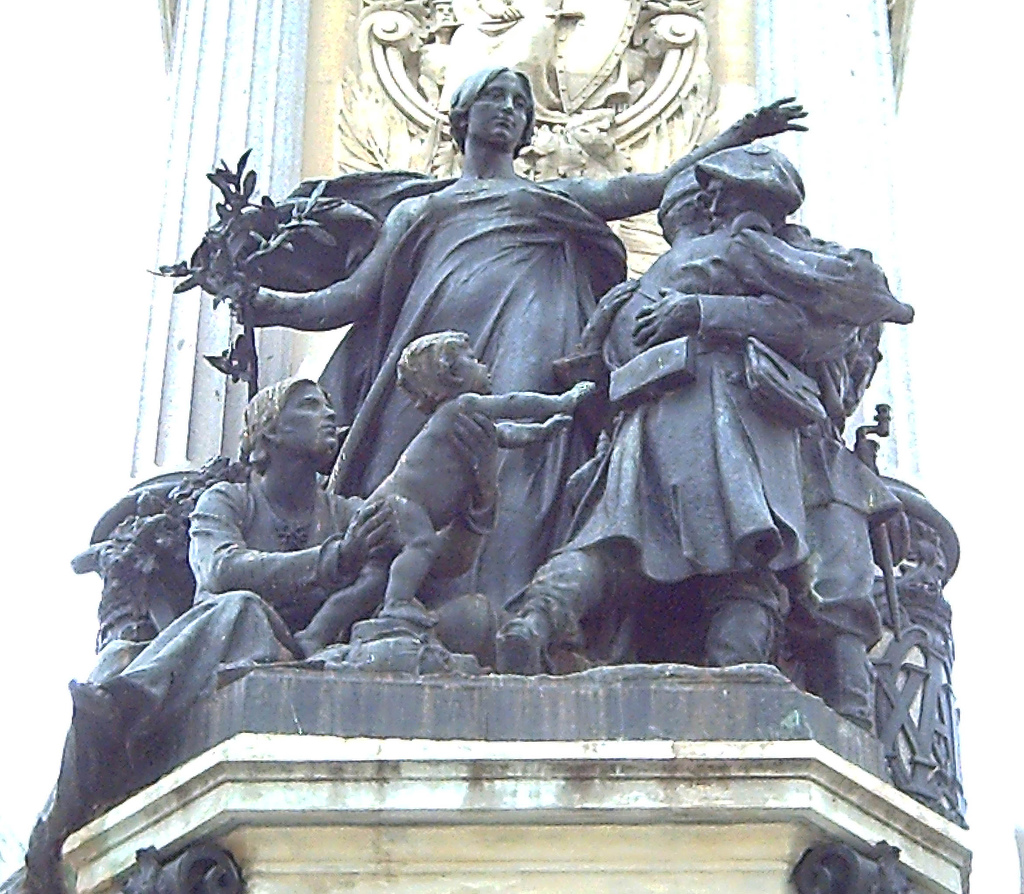
La Paz (1910). Monumento a Alfonso XII, Parco del Retiro, Madrid.